# Андреј Николајев
Андреј Вадимович Николајев (рус. Андрей Вадимович Николаев; Обњинск, 26. април 1992) руски је пливач чија ужа специјалност су трке прсним стилом. Вишеструки је национални првак и рекордер и Заслужни мајстор спорта међународног разреда.

## Спортска каријера
Николајев је свој први наступ на међународној сцени „уписао” на европском првенству у Берлину 2014, где је успео да се пласира у три финала у којима је успео да исплива два пета и једно шесто место. Крајем те године испливао је неколико запаженијих резултата на митинзима светског купа у малим базенима.
Серију добрих резултата у малим базенима је наставио и на европском првенству у Нетанији 2015, где је освојио две сребрне медаље у тркама штафета на 4×50 мешовито микс и 4×50 мешовито.
У априлу 2016, на националном првенству Русије поставља нови национални рекорд у трци на 50 прсно (27,14 секунди).
На светским првенствима у великим базенима је дебитовао тек у Квангџуу 2019. где је успео да се пласира у полуфинале трке на 50 прсно, које је окончао на укупно 11. месту.